# Oscar Lewis
Oscar Lewis (Oscar Lefkowitz), (Nueva York, EE. UU., 25 de diciembre de 1914 - 16 de diciembre de 1970) fue un historiador norteamericano; y doctor en Antropología por la Universidad de Columbia. Introdujo el estudio de la pobreza desde un punto de vista social, e introdujo el concepto de "la cultura de la pobreza".

## Vida
Era hijo de un rabino polaco que había inmigrado y se había instalado en el Norte del Estado de Nueva York, en donde tenía un hotel.
Fue profesor de la Facultad del Brooklyn College y en la Universidad de Washington. Luego siguió en el Departamento de Agricultura de EE. UU. como antropólogo, abriéndole la puerta del Depto. de Antropología de la Universidad de Illinois. 
En 1942, trabajó en la Universidad de Yale. También en el Departamento de Justicia de EE. UU. como analista de propaganda. 
En 1943 sirvió como representante del Instituto Interamericano de EE. UU. indígena en México en estudios sobre desarrollo rural. Investigó comunidades campesinas de Tepoztlán, que habían sido previamente estudiadas por Robert Redfield. También realizó estudios de campo en el norte de la India. Los últimos veinte años los concentró en estudios urbanos. 
Publicó libros que tuvieron mucho éxito tales como “Antropología de la pobreza” y “Los hijos de Sánchez”, a comienzos de los años 1960. El gobierno mexicano lo declaró "calumnioso y obsceno". Una investigación del procurador general de México indicaría posteriormente que la imputación era excesiva.

## Algunas publicaciones

### Libros
- Cinco Familias. 1959. Mexican Case Studies In The Culture Of Poverty
- Tepoztlán, Village In México, 1960
- The Children of Sanchez, Autobiography Of A Mexican Family (Los hijos de Sánchez), 1961, 4ª ed. Gotinga : Lamuv-Verl. 1989
- Pedro Martinez : Autorretrato de mexicanos, Düsseldorf ; Viena : Econ-Verl. 1965
- La Vida; A Puerto Rican Family In The Culture Of Poverty--San Juan And New York, 1966, Düsseldorf [u.a.] : Econ-Verl., 1971
- A Death In The Sánchez Family (Una muerte en la familia Sánchez), 1969, 1986, ISBN 978-3-88977-048-6
- con Ruth M. Lewis, y Susan M. Rigdon. Four men: Living the Revolution: An Oral History of Contemporary Cuba, Urbana, Ill. Univ. of Illinois Pr. 1977, ISBN 978-0-25200-628-9
- Con Ruth M. Lewis, Susan M. Rigdon. Four women: Living the Revolution: An Oral History of Contemporary Cuba, Urbana, Ill. Univ. of Illinois Pr. 1977, ISBN 978-0-25200-805-4
- Antropología de la pobreza, 1959
- Pedro Martínez
- Ensayos antropológicos
- con Ruth M. Lewis, Susan M. Rigdon. Neighbors: Living the Revolution: An Oral History of Contemporary Cuba, Urbana, Ill. Univ. of Illinois Pr. 1978, ISBN 978-0-25200-641-8